# General Luna
General Luna est une municipalité de la province de Quezon, aux Philippines.

## Histoire
À l'origine, la ville de General Luna n'était qu'un site de Macalelon, Tayabas (aujourd'hui Quezon) qui était une forêt très dense située le long de la côte maritime. À marée basse, les gens ramassaient des coquillages comestibles appelés localement "suso" qu'ils utilisaient comme protéines. Mais il est dit qu'avant de réunir ces "Suso", ils devaient dire "hinging suso", comme une manière de demander la permission car sans cela, la croyance étaient qu'ils seraient ensorcelés ou tomberaient malades. Par conséquent, cet endroit fut appelé hingoso, dérivé de l'expression "Hinging Suso".
Au cours de l'année 1929, une délégation composée de Juan Vercelos, Fulgencio Evngelista, Luis Pollo, Francisco Catarroja et Jose Glifonea se rendit auprès du gouverneur provincial Leon Guinto, Sr. pour demander la séparation du barrio Hingoso de la municipalité mère Macalelo, Tayabas (maintenant Quezon) et d'en faire une commune autonome. Grâce à l'aide de ce dernier, un décret exécutif n° 207 par Dwight F. Davis fut publié le 1er novembre 1929 créant la municipalité de General Luna qui se composait de Barrios Sta. Maria Ilaya et Ibaba, San Ignacio Ilaya et Ibaba, Sumilang, San Nicolas, San Vicente, San Isidro Ilaya et Ibaba,.